# آدا فالكون
آدا فالكون (بالإسبانية: Ada Falcón)‏ هي مغنية وممثلة أرجنتينية، ولدت في 17 أغسطس 1905 ببوينس آيرس في الأرجنتين، وتوفيت في 4 يناير 2002 في الأرجنتين.

## وصلات خارجية
- آدا فالكون على موقع IMDb (الإنجليزية)
- آدا فالكون على موقع ميوزك برينز (الإنجليزية)
- آدا فالكون على موقع أول موفي (الإنجليزية)
- آدا فالكون على موقع ديسكوغز (الإنجليزية)
- آدا فالكون على موقع قاعدة بيانات الفيلم (الإنجليزية)
- آدا فالكون على موقع كينوبويسك (الروسية)